# 続高僧伝
『続高僧伝』（ぞく こうそうでん）とは、梁の慧皎の『高僧伝』に続けて撰せられた中国の高僧の伝記集である。唐の道宣撰、30巻、645年（貞観19年）の成立である。

## 概要
梁の初めから唐の初めに至る約160年の間の僧伝を集めている。別名、『唐高僧伝（唐伝）』ともいう。成立の過程において、たびたび増補改訂が繰り返されており、自序では貞観19年に至る144年の僧侶500名（正伝340名、附伝160名）を収録したと述べているが、現行本には、正伝・附伝あわせて700名余りの伝記が収められている。そのことは、一例を挙げれば、664年（麟徳元年）没の玄奘伝も完結していることを見ればわかる。

## 十科分類
体裁は『高僧伝』にならい、十科分類をしているが、その篇名には異同が見られる。
1. 訳経
2. 義解
3. 習禅
4. 明律
5. 護法
6. 感通
7. 遺身
8. 読誦
9. 興福
10. 雑科声徳

道宣は、南山律宗の開祖でもあり、『広弘明集』や『集古今仏道論衡』、『大唐内典録』など、数々の中国仏教史上の重要な著作を残した僧である。本書も、当該時期の仏教や僧侶に関する状況を知る上での基本的文献である。

## 内容

### 全体構成
| 序   | —          | —     | —     |
| 巻1  | 訳経篇初   | 6人   | 27人  |
| 巻2  | 訳経篇二   | 4人   | 8人   |
| 巻3  | 訳経篇三   | 3人   | —     |
| 巻4  | 訳経篇四   | 2人   | —     |
| 巻5  | 義解篇初   | 12人  | 19人  |
| 巻6  | 義解篇二   | 21人  | 16人  |
| 巻7  | 義解篇三   | 10人  | 4人   |
| 巻8  | 義解篇四   | 14人  | 2人   |
| 巻9  | 義解篇五   | 14人  | 6人   |
| 巻10 | 義解篇六   | 17人  | 5人   |
| 巻11 | 義解篇七   | 12人  | 5人   |
| 巻12 | 義解篇八   | 15人  | 4人   |
| 巻13 | 義解篇九   | 17人  | 7人   |
| 巻14 | 義解篇十   | 14人  | 5人   |
| 巻15 | 義解篇十一 | 15人  | 4人   |
| 巻16 | 習禅初     | 23人  | 15人  |
| 巻17 | 習禅篇之二 | 11人  | 9人   |
| 巻18 | 習禅三     | 13人  | 4人   |
| 巻19 | 習禅四     | 14人  | 2人   |
| 巻20 | 習禅五     | 14人  | 5人   |
| 巻25 | 習禅六     | 13人  | 1人   |
| 巻26 | 習禅六之余 | 7人   | 2人   |
| 巻21 | 明律上     | 15人  | 12人  |
| 巻22 | 明律下     | 9人   | 7人   |
| 巻29 | 明律下之余 | 5人   | —     |
| 巻23 | 護法上     | 8人   | 4人   |
| 巻24 | 護法下     | 10人  | 5人   |
| 巻25 | 感通上     | 34人  | 4人   |
| 巻35 | 感通篇中   | 39人  | 4人   |
| 巻26 | 感通下     | 45人  | 2人   |
| 巻27 | 遺身篇     | 12人  | 2人   |
| 巻28 | 読誦篇     | 14人  | 7人   |
| 巻29 | 興福篇     | 12人  | 5人   |
| 巻30 | 雑科声徳   | 12人  | 8人   |
| 合計 | 合計       | 486人 | 210人 |
| 合計 | 合計       | 696人 |       |

### 巻1 - 4：訳経
| 巻1 | 僧伽婆羅（曼陀羅・木道賢・僧法・道命）・宝唱（梁武帝・僧朗・梁簡文・僧昭）・曇曜（曇靖）・菩提流支（常景・李廓・宝意・覚定・法場・智希・楊衒之・曇顕・智賢・法希・蔵称）・拘那羅陀（高空・徳賢・善吉）・法泰（智愷・曹毘・智敫・道尼） |
| 巻2 | 那連耶舍（万天懿）・闍那崛多（僧就・法智）・達摩笈多（侯君素・徐同卿・劉憑・費長房）・彦琮（行矩） |
| 巻3 | 波頗・慧賾・慧浄 |
| 巻4 | 玄奘・那提 |

### 巻5 - 15：義解
| 巻5  | 法申（道達・慧命）・僧韶（法朗・法亮）・法護（智遠・僧達）・智欣・僧若（僧令・法度・慧梵・慧朗）・法寵（智果・僧淑）・僧遷・僧旻・法雲・慧澄（慧朗・慧略・法生・慧武）・法令（慧泰・慧纂）・智蔵                                                                         |
| 巻6  | 慧超・慧約・曇巒・慧韶・慧皎・道弁（曇永・亡名）・道登・僧密・曇准（智深）・道超（慧安）・僧喬（慧生・僧整・慧済）・慧開（曇儁）・明徹・法開・道宗（法敞）・法貞（僧建・慧聡・道寂）・宝淵（法文・法度・法護・本闕）・僧詢（道遂・道摽・本闕）・慧超（本闕）・真玉・僧遷 |
| 巻7  | 洪偃・法朗・慧勇・宝瓊（明解）・警韶・安廩・慧布（僧詮・玄弁）・亡名（僧琨）・道竉・慧嵩 |
| 巻8  | 僧範・曇遵・恵順・道憑・霊詢・法上（法存）・道慎・僧妙・慧善・宝彖・曇衍・慧栄・曇延・慧遠（僧猛） |
| 巻9  | 宝海・智方・羅雲・法安・慧哲（道瓊・洪哲・慧嚮・慧嵩）・慧暅・慧弼・霊裕・慧蔵・智脱・法澄・道荘・法論・僧粲（僧鸞・僧鳳） |
| 巻10 | 靖嵩・靖玄・智閏・智聚・慧曠・智琳・浄願・智凝（霊覚・道卓）・法彦・法総・僧曇（慧重）・霊璨・法瓚・宝儒・慧最・僧朗・慧暢（僧温） |
| 巻11 | 志念・智矩（慧感・慧賾）・慧海・弁義・明舜（慧相）・智梵・𩇕淵・道宗・普曠・保恭・法侃（道撫）・吉蔵（慧遠） |
| 巻12 | 慧隆・慧海・慧覚・道判・浄業・童真・霊幹（霊弁）・敬脱・善胄（慧威）・弁相・宝襲（曇恭・明洪）・慧遷・慧覚・智琚・道慶 |
| 巻13 | 慧因・慧暠・法祥・静蔵（道刪）・円光（円安）・海順（行友）・曇蔵・神逈（玄究）・僧鳳（法位）・道岳（明曠・明略）・功逈・神照・道傑・神素・法護・玄続・慧壁 |
| 巻14 | 智琰・道基（慧景・宝暹）・道愻（道謙）・慧頵・道宗・三慧・慧頵・法恭・智正（智現）・慧稜・智拔・慧瑜・慧持・智凱 |
| 巻15 | 法敏・慧璿・慧眺・霊睿・僧弁・法常・智徽・玄鑑・玄会・行等・志寬・慧休（曇元・霊範）・霊潤（浄元・智衍）・道洪・義褒 |

### 巻16 - 20：習禅
| 巻16 | 僧副・慧勝（慧初）・道珍（法帰・慧景）・仏陀・菩提達磨（道宵）・僧可（向居士・化公・廖公・和公・法林・僧那・慧満）・僧達・僧稠・法聡・智遠・法常・法京・法懍・恵成・法忍・僧実・僧瑋・曇相・道正・曇詢・法充・信行（裴玄証）・慧意（法永・岑闍梨・智曉） |
| 巻17 | 慧命（戴逵・慧朗・慧曉）・慧思・智顗・曇崇・慧越・慧実・僧善（僧襲・僧集）・玄景（玄覚）・智舜（智賛）・智鍇・智越（波若・法彦） |
| 巻18 | 曇遷・僧淵・真慧・慧瓚・法純（慧昂）・法進・静端・道舜・慧歓・智通・本済（善智・道訓・道樹）・僧照・洪林 |
| 巻19 | 僧定・道林・法応・智周・法蔵・慧超・智晞・智満・僧邕・灌頂（智晞・光英）・智璪・普明・智蔵・法喜 |
| 巻20 | 道昂（霊智）・道哲（道成・静安）・曇栄・静琳・慧斌・志超・曇韻・慧思・道綽（道撫）・明浄（慧融）・慧熙・世瑜・智聡・僧徹 |
| 巻25 | 恵祥・曇倫・普明・曇献・無礙・道暀・法顕・玄爽（恵普）・恵仙・恵寬・僧倫・静之・智巌 |
| 巻26 | 善伏・解脱（普明・僧奣）・法融・恵方・法嚮・道信・恵明 |

### 巻21 - 22：明律
| 巻21 | 法超・道禅・慧光（道雲・道暉・馮居士）・曇隠（洪理・道楽）・曇瑗・智文・法願（道龕・道行）・霊蔵・通幽・道成・洪遵（道洪・法勝・洪淵）・覚朗（海蔵・法鏘）・慧主・智保・慧詵 |
| 巻22 | 智首・慧璡（満徳・真懿・善智・敬道）・法礪・玄琬（僧伽）・慧蕭・慧満・慧進（明瓚）・道亮（道胄）・慧旻                                                                       |
| 巻29 | 慧進（明瓚）（見前文）・道亮（見前文）・道興・恵旻（見前文）・明導・曇光・道胄（下文欠後）・曇逞（下文欠頭）                                                                 |

### 巻23 - 24：護法
| 巻23 | 曇無最・曇顕・静藹（慧宣）・道安（慧俊・慧影・宝貴）・僧勔・僧猛・道臻・智炫                     |
| 巻24 | 明贍・慧乗（道璋）・智実（普応・法行）・法琳（慧序）・慈蔵（円勝）・曇選・法通・弘智・道会・智勤 |

### 巻25 - 26：感通
| 巻25 | 勒那漫提・超達・慧達・道泰・僧融・法力・植相・僧林・慧簡・僧朗・僧意・僧照・道豊・円通・慧宝・僧雲・僧遠・慧瑱・洪献・慧雲（傅大士）・法朗・道仙・慧峰・慧巌・法安（法済）・慧偘・転明・賈逸（楊祐）・法順（智儼）・道英・又徳・智則・通達・明琛                                                 |
| 巻35 | 僧安・香闍梨・猷禅師・僧度・衛元嵩・尚円・法行・道穆・智曠・無相・童進・富上・明恭・法進・道幽・岑闍梨・通闍梨・法慶（単道琮）・徳山（旭上）・道悦・慧耀・道弁（神弁）・慧琳・洪満・慧聡・法通・慧因・法施・慧岸・法運・帝示階・智顕・法聡・僧明・明隠・法空・明濬・明解（宋尚礼）・法沖         |
| 巻26 | 道密・智隠・闍提斯那・明誕・明璨・慧重・宝積・道端・道粲・明芬・僧蓋・曇瑎・道貴・僧順・法顕・僧世・法周（景暉）・慧誕・智光・智教・円超・慧蔵（法順）・宝憲・法朗・曇遂・曇觀・霊達・僧昕・玄鏡・智揆・僧範・宝安・宝巌・明馭・道生・法性・弁寂・静凝・法楷・智能・曇良・智嶷・道嵩・道顏・浄弁 |

### 巻27：遺身
| 巻27 | 法凝・僧崖・普円・普済（又普済）・普安・大志・知命・玄覧・法曠・会通・紹闍梨・道休 |

### 巻28：読誦
| 巻28 | 志湛・法建・慧恭・法泰・慧超・慧顕・道積（洪遠・僧思・智曄）・宝瓊・善慧・法誠・空蔵・慧銓（智証・宋公）・遺俗（玄秀・史擔）・宝相（法達） |

### 巻29：興福
| 巻29 | 明達・僧明（僧護）・慧達・僧晃・住力・智興（善因）・道積・徳美（静黙・曇献）・慧胄（法素）・智通・慧震・慧雲 |

### 巻30：雑科声徳
| 巻30 | 慧明・道紀・法称（智雲）・真観・法韻・立身（慧寧・広寿）・善権（法綱）・智果（玄応・智騫）・慧常（道英・神爽）・法琰・智凱・宝巌 |

- 括弧内小字は附見
- 『大正新脩大蔵経』(SAT 2018)とウィキソース中国語版を基に作成

## テキスト
- 『大正新脩大蔵経』巻50「史伝部2」
  - SAT大正新脩大藏經テキストデータベース2018版 (SAT 2018)

### 日本語訳
- 『新国訳大蔵経 中国撰述部 史伝部　続高僧伝』 吉村誠・山口弘江訳註（東京：大蔵出版, 2012年-）
  - 第1冊目：巻第1～6の訳註。全6分冊予定
- 『大乗仏典 中国・日本篇14　高僧伝』 諏訪義純・中嶋隆蔵編訳（東京：中央公論社, 1991年） 
真諦・法雲・曇鸞・僧稠・信行・灌頂・道綽・善導の8名の伝記を訳出した抄訳。
  - 梁・慧皎『高僧伝』、宋・賛寧『宋高僧伝』を併せ収録。各・現代語編訳